# Malangas
Malangas est une localité de la province du Zamboanga Sibugay, aux Philippines. En 2015, elle compte 33 380 habitants.